# Landesgartenschau Schmalkalden 2015
Die Landesgartenschau Schmalkalden 2015 war die dritte Landesgartenschau des Landes Thüringen. Sie wurde in der Zeit vom 25. April bis 4. Oktober 2015 ausgerichtet und stand unter dem Motto „Gartenzeitreise“.

## Bewerbung und Vergabe
Die Stadt Schmalkalden bewarb sich am 30. September 2008 bei den Thüringer Ministerien für Umwelt, Naturschutz und Landwirtschaft und Forsten sowie der Fördergesellschaft Landesgartenschauen Hessen und Thüringen für die dritte Thüringer Landesgartenschau 2013. Ein Jahr später am 27. September 2009 gab die Thüringer Landesregierung bekannt, dass die Stadt Schmalkalden die Landesgartenschau 2013 ausrichten wird. Im November 2010 entschieden die Stadt Schmalkalden und die Thüringer Landesregierung, die Vorbereitungszeit zu verlängern. Somit fand die Landesgartenschau erst im Jahr 2015 statt.

## Landesgartenschaugelände
Das Landesgartenschaugelände bestand aus folgenden sechs Parkbereichen auf einer Fläche von 13 Hektar:
- Westendpark – Zeit für Veränderung,
- Viba-Park – Zeit für Sinnlichkeit,
- Siechenteiche – Zeit für Natürlichkeit,
- Stadtpark – Zeit für Gemeinsamkeit,
- Historisches Stadtzentrum – Zeit für Erinnerung und
- Terrassengarten Schloss Wilhelmsburg – Zeit für Schönheit.